# Lijst van heren van Heers

Het (gemeente)wapen van Heers (gebaseerd op dat van de heren van Heers).

De lijst van heren van Heers geeft de opvolging van heersers over de heerlijkheid Heers (omvatte de huidige gemeenten Heers, Middelheers, Horpmaal, Wimmertingen en Jesseren) weer:

## Huis van Heers
- Cuno van Heers, vermeld in 1034[2]
  - Gonthier van Heers, vermeld in 1034, heer van Heers of Opheers[2]
- Herman van Heers, vermeld in 1064 als opvolger Gonthier (?)[2]
- Cuno van Heers, mogelijk dezelfde als de eerste, vermeld in 1067, 1080, 1088[3]
- Walter van Heers en zijn broer Cuno, vermeld bij de stichting van de abdij van Averbode door graaf Arnold II van Loon in 1135, Cunno de Hers wordt vermeld in een oorkonde van 18 september 1138[3]
- Cuno, mogelijk dezelfde als de vorige Cuno, vermeld als heer van Heers in 1186[3]
- Johannes miles de Herz, vermeld in 1204 (onzeker of hij wel heer van Heers in het graafschap Loon was)[3]
- Gonthier van Heers, vermeld in  1227/1228, mogelijk ook in 1237[3]
  - Vrint van Opheers, vermeld rond 1243 (Frindus de Ophere), 1251/1252 (Amicus miles de Here), 1253 (dominus Vrint de Here, miles)[3]
- Cono de Heers, vermeld in 1229, 1230, 1234, 1235, 1236, 1237, 1242 (dominus Cummanus de Here nobilis vir),[3] 1253/1254 (Cuenes de Heire)[4]
- Walter van Heers (1247-1287), ridder en seneschalk van Loon, raadsman van hertog Jan I van Brabant in 1280, getrouwd met Mathilde of Mahaut van Wassenberg, dochter van Gerard II van Wassenberg-Horne (-1254),[5] deze zou later hertrouwen met Willem van Waroux (zie ook Awans- en Warouxoorlog) en ook haar tweede echtgenoot overleven[6]
- Gilbert van Heers, vermeld in 1270[7]
- Gerard van Heers (ca. 1292 - 12 maart 1303/1304), ook van Wassenberg genoemd, zoon en opvolger van Walter, vermeld in 1292,[8] vermoedelijk getrouwd met een zekere Aleidis (domicella Aleydis de Hers castri)[9]

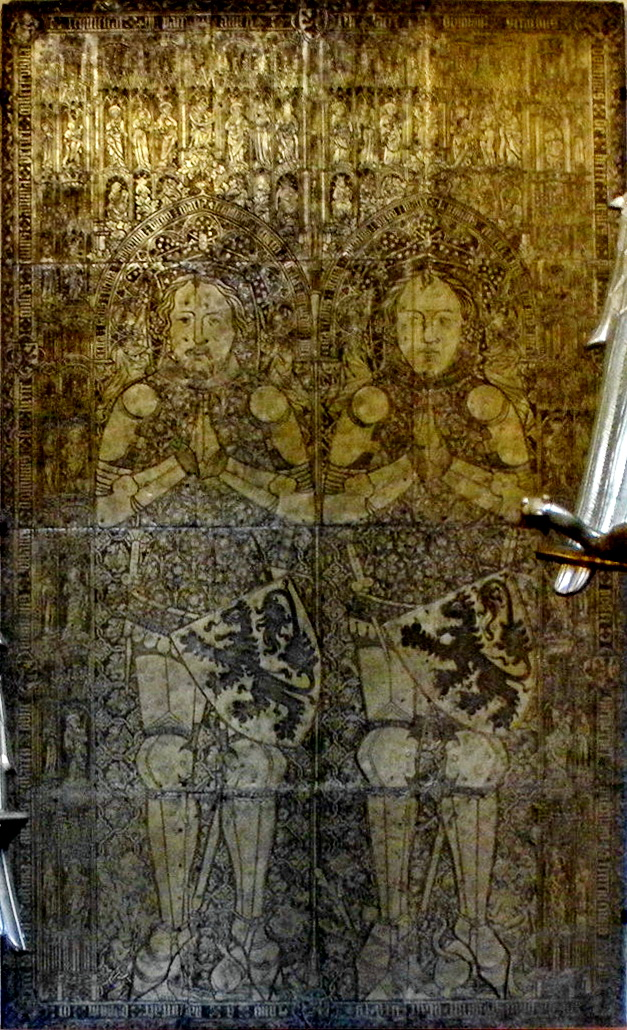
Grafplaat Jan en Gerard van Heers, voorheen in de Sint-Martinuskerk van Heers (KMKG, Brussel).

- Jan van Heers (1303/1304-31 maart 1332), zoon van de vorige, vermeld in 1322, streed aan de zijde van prins-bisschop Adolf van der Mark, het kasteel van Heers gaat op 13 juli 1328 in vlammen op, op 11 november 1328 ter compensatie benoemd tot momboor van Luik[10]
- Gilbert van Heers (1332-voor 2 oktober 1343), broer van de vorige en bekend om zijn krijgsverrichtingen (o.a. onder Eduard III van Engeland)[11]
- Gerard van Heers (ca. 2 oktober 1343 - 9 oktober 1398), zoon van de vorige, heer van Heers, Wimmertingen en een deel van Jesseren[12]

## Huis van Rivieren van Aerschot
- Cecilia van Heers (- 9 november 1421), dochter van Gerard van Heers, vrouwe van Heers, Wimmertingen en een deel van Jesseren, op 29 juni 1362 getrouwd met Raas I van Rivieren (-21 mei 1425), heer van Neerlinter, Grez, Holsbeek, Berg, zoon van Daniel van Rivieren en Maria van Grez, vrouwe van Neerlinter[13]
- Gerard van Rivieren (1421/1425 - 1434), zoon van de vorige, stierf zonder erfgenamen;[14]
- Raas II van Rivieren (1434 - 1444), heer van Grez, Betz, Incourt, Attenhoven en delen van Neerlinter, getrouwd met Margarethe van den Poele[14]
- Karel van der Rivieren (1444 - 21 mei 1461), heer van Heers, Wimmertingen en delen van Neerlinter, Horpmaal en Jesseren,[15]
- Raes van Heers ([1418] 21 mei 1461 - 25/26 oktober 1477), heer van Heers, Horpmaal, Neerlinter, Heppignies, delen van Jesseren[16]
- Godgaff van de Rivieren (25/26 oktober 1477 - 4 mei 1502), zoon van de vorige, heer van Heers, Horpmaal, Wimmertingen en delen van Jesseren[17]
- Richard van de Rivieren (4 mei 1502 - 23 december 1540), zoon van de vorige, heer van Heers, Horpmaal, Wimmertingen en delen van Jesseren, op 8 februari 1528 getrouwd met Johanna Scheiffart de Merode (- 2 december 1567)[18]
- Erard van de Rivieren (23 december 1540 - 20 juli 1582), zoon van de vorige, baron van Heers, heer van Horpmaal, Jesseren, Wimmertingen, IJzeren, Smeyersberg (Smeysberg?), Schonenberg, Bisdomme, en andere, op 25 juli 1559 getrouwd met Johanna de Merode de Pietershem[19]
- Richard van de Rivieren ([26 mei 1562] 20 juli 1582 - 29 april 1613), baron van Heers, heer van Horpmaal, Jesseren, Wimmertingen, Neerlinter, op 26 januari 1591 getrouwd met barones Antoinette de Merode de Treslong[20]
- Hendrik van Rivieren d'Aerschot ([26 december 1594] 29 april 1613 - 28 oktober 1656), baron van Heers en Hauteville, heer van Horpmaal, Jesseren, Wimmertingen, Bonage, Mont, enz., werd op 2 maart 1632 verkozen tot burgemeester van Luik en op 22 maart 1623 door keizer Ferdinand II verheven tot graaf van Heers en het Heilige Roomse Rijk,[21] kreeg in 1639 Batsheers samen met Opheers als heerlijkheid
- Hendrik Oger van der Rivieren ([29 december 1621] 28 oktober 1656 - 1682), graaf van Heers en het Heilig Roomse Rijk, heer van Horpmael, Jesseren, Wimmertingen[22]

Ondanks het feit dat hij 14 kinderen had, zou geen van hen erin slagen de lijn voort te zetten en stierf het geslacht van de graven van Heers hiermee uit.